# سلذر. أي أو
سلِذر. أي أو (بالإنجليزية: slither.io)‏ هي لعبة من ألعاب المتصفح الأكثر شيوعا، قام بتطويرها ستيف هاوز. يقوم اللاعب بتحريك أفاتار يشبه الثعابين يزداد حجمها كلما قام المتسابق بجمع الكريات الملونة. والهدف منها هو الوصول إلى المراكز العشرة الأولى الموجودة على الشاشة.
اللعبة ليست جديدة، لكنها ذات شعبية كبيرة. كانت اللعبة تحتل المركز الأول على مخططات الألعاب في iOS لبعض الوقت. ظلت اللعبة تحتل المرتبة الأولى في ألعاب الحركة ومحاكاة الألعاب في متجر آب ستور في الولايات المتحدة لفترة. الهدف من اللعبة هو التحكم في الدودة وتحريكها حول منطقة ملوَّنة، وأكل الكرات لتكتسب قدراً كبيراً من الطول، وتهزم اللاعبين الآخرين بالالتفاف حولهم وإجبارهم على الاصطدام بها، فاصطدم رأس الدودة بجسمها أو بأي جزء آخر من دودة أخرى تنتهي اللعبة. يتحول جسم الدود المهزوم إلى كريات يمكن للاعبين الآخرين أكلها.

## الاستقبال

### الشعبية
بحلول يوليو 2016 ، كان تصنيف موقع الويب الخاص بإصدار المتصفح على أليكسا هو 250 بين الأكثر زيارة في جميع أنحاء العالم، ولكن بعد ذلك شهد انخفاضًا في شعبيته، حيث انخفض إلى أقل من 1000 بحلول أكتوبر 2016 قبل أن يظل ثابتًا في الغالب عند 1700 تقريبًا بحلول يناير 2017. في أبريل 2017 ، بدأ الترتيب العالمي لـ بالانخفاض أكثر، حيث وصل إلى 2800 بحلول سبتمبر 2017. وبحلول نفس الفترة ، جرى تنزيل اللعبة بالفعل أكثر من 68 مليون مرة في تطبيقات الهاتف المحمول، ولعبت أكثر من 67 مليون مرة في المتصفحات، مما أدى إلى تحقيق دخل يومي قدره 100،000 دولار أمريكي لشركة هاوز.

## وصلات خارجية
- سلذريو على موقع Apple Store (الإنجليزية)
- سلذر. أي أو على موقع Google Play (الإنجليزية)
- سلذر. أي أو على موقع IMDb (الإنجليزية)